# 兰心大戏院
兰心大戏院（英語：Lyceum Theatre），位于上海市黄浦区瑞金二路街道茂名南路57号。剧院最初位于虎丘路，为中国第一座西式剧场，后遭火灾重建。1929年，剧院购入今址所在地块，原址出让，后建成广学会大楼。1931年，由新瑞和洋行设计的新剧院建成。新剧院整体为意大利文艺复兴时期府邸式建筑，局部地区仿美国近代建筑风格。1994年，兰心大戏院入选第二批上海市优秀历史建筑。

## 历史
兰心（Lyceum）两字为英文译音，意思为学苑。兰心大戏院是上海乃至中国现代戏剧的起点。1850年12月，在沪的一些热爱话剧的英籍侨民自行组织了“浪子”、“好汉”两个剧社，并在上海的一些仓库和货栈临时搭建起舞台演出话剧，《势均力敌》和《梁上君子》是最早演出的两部话剧，开中国话剧的先河。1866年，爱美剧社（Amateur Dramatic Club of Shanghai，简称ADC剧团）在浪子剧社和好汉剧社的基础上成立，因成员多为英国侨民，所以也被称为大英剧社。翌年，爱美剧社在虎丘路上搭建起一座简易的木结构剧场，命名为兰心大戏院，而这座剧场成为中国第一座西式剧场，时人称为“外侨不看戏，看戏去兰心”。1871年，木质剧场毁于一场大火。1874年，上海公共租界纳税人会议再次发起集资，为爱美剧社在原址用耐火砖重建剧场。1902年，萧伯纳的著名剧作《魔鬼的门徒》在兰心上演，这也是萧伯纳的剧作在华的首次演出。随后意大利歌剧院在此上演了《阿依达》和《蝴蝶夫人》等著名歌剧。1907年，春阳剧团在兰心登台献演《黑奴吁天录》，是为中国话剧的肇始。1929年，历经半个世纪的剧场被出售，随后爱美剧社在今址购入土地并重建新的剧场。1931年，今天的兰心大戏院落成。
1931年2月5日，兰心大戏院重新开业，并由兰心大戏院的董事、时任英国驻沪总领事的璧約翰主持启门典礼。因为演出的话剧数量有限，所以从当年12月起，兰心开始兼营电影放映，首场影片为美国派拉蒙影业出品的《女儿经》。除此以外，兰心还会上演一些芭蕾舞剧和其他剧种，例如俄国舞剧院的经典作品《天鹅湖》、《睡美人》等。1941年，太平洋战争爆发后，因为为英资产业，遂遭到日军查封，随后转交汪精卫政权的国营中华电影公司管理。这一时期，由于英美电影的禁演，而日本电影和中华电影的影片又遭到上海民众的抵制，所以兰心主要上演一些话剧和京剧为主的演出。抗战胜利后，1945年的双十节，因不为日本演出而阔别八年舞台的梅兰芳在兰心大戏院上演《刺虎》宣告重登舞台。
1953年，兰心大戏院更名为上海艺术剧场，并且成为当时称为上海人民艺术剧院的上海话剧艺术中心的专门演出场所。1991年，兰心大戏院恢复原有名称。1994年入选第二批上海市优秀历史建筑。2020年7月28日，兰心大戏院啟動修缮工程。

## 剧院建筑
兰心大戏院外貌为意大利文艺复兴府邸风格，主立面位于茂名南路和长乐路的转角处。剧院主立面二层有三个半圆拱形落地式长窗，窗外有花瓶式栏杆的装饰性阳台。三层立面采用联排长窗。外墙使用褐色泰山拉毛面砖，转角处由齿形状假石封边。剧院内原设置观众座椅共723个，其中二层楼座有233个。2004年兰心大戏院进行大修，大修后，观众座位加大，座位数缩小为681座。舞台面积宽19.5米，深13米，总面积与观众厅几乎相等。由于舞台宽敞，所以也能容纳交响乐团的演出。1949年之前，当时被誉为“远东第一”的上海公共租界工部局乐队的常驻剧场便是兰心大戏院。舞台下设有供舞剧和音乐剧演出时需要的乐池，另外两侧均设置有库房，布景更换和储存有专门的机械从库房中移动到舞台上，而舞台上方设有自动定位的吊杆共25道。剧院后台有小型化妆间8个，后台楼上则为排练室。